# William Bull (Politiker, 1683)
William Bull (* 1683 in Charleston, im späteren US-Bundesstaat South Carolina; † 21. März 1755 in Beaufort County, South Carolina) war ein Kolonialgouverneur der Province of South Carolina.

## Lebenslauf
William Bull war ein Sohn von Stephen Bull, einem der ersten Siedler im Gebiet der späteren Province of South Carolina. Der Vater war ein erfolgreicher Pflanzer. Darüber hinaus war er im Indianerhandel tätig. William, der ebenfalls als Pflanzer tätig wurde, begann in South Carolina auch eine politische Laufbahn, die etwa 35 Jahre andauerte. Er bekleidete lange Zeit lokale Ämter und war zwischenzeitlich Mitglied im kolonialen Parlament. Seit 1719 bis zu seinem Tod gehörte er dem Regierungsrat (Grand Council) der Kolonie an, dessen Präsident er zwischenzeitlich war. Außerdem nahm er als Offizier der Miliz an einigen Indianerfeldzügen teil. Im Jahr 1733 unterstützte er James Oglethorpe, als dieser die Province of Georgia gründete. Bull war auch an der Gründung der dortigen Stadt  Savannah beteiligt.
Nach dem Tod des kommissarischen Gouverneurs Thomas Broughton am 22. November 1737 übernahm William Bull dieses Amt. Er sollte nur die Zeit bis zur Ankunft des neuernannten Gouverneurs Samuel Horsey überbrücken. Dieser trat sein Amt aber nicht an. Auch der nächste von London im Jahr 1738 bestimmte Gouverneur für die Province of South Carolina, James Glen, ließ sich – nicht zuletzt wegen offener Fragen um sein Gehalt – Zeit mit seiner Reise in die Kolonie und kam erst im Dezember 1743 dort an. Damit übte William Bull sein Amt als kommissarischer Gouverneur zwischen dem 22. November 1737 und dem 17. Dezember 1743 aus. In diese Zeit fiel eine als Stono-Aufstand bekanntgewordene Sklavenrevolte, die Bull 1739 blutig niederschlug. Ein Jahr später unterstützte er James Oglethorpe im Rahmen des War of Jenkins’ Ear bei dessen erfolglosem Vorstoß in die Spanische Kolonie Florida. Im Inneren der Kolonie gewann in diesen Jahren das koloniale Parlament mehr Einfluss auf die Politik. Als Folge des Sklavenaufstands von 1739 wurde der Negro Act of 1740 verabschiedet. Mit diesem Gesetz, das bis 1865 in Kraft blieb, wurde die Sklaverei in South Carolina für die nächsten 125 Jahre festgeschrieben. Ebenfalls in Bulls Amtszeit als Gouverneur fiel das Wirken von Christian Gottlieb Prieber unter den einheimischen Indianern. Prieber strebte eine gegen die Kolonialmächte gerichtete Indianerallianz an. In Bulls letztem Amtsjahr 1743 wurde Prieber daher verhaftet. Nach dem Ende seiner Zeit als Gouverneur blieb er weiterhin politisch aktiv. Unter anderem bekleidete er bis zu seinem Tod das Amt des Vizegouverneurs seiner Kolonie.
Privat bewirtschaftete er mehrere Plantagen. Dazu gehörte die von ihm geerbte Ashley Hall Plantage und die Sheldon Plantage, die seine Haupteinkommensquelle war. William Bull war mit Mary Quintyne verheiratet, mit der er drei Töchter und zwei Söhne hatte. Darunter war auch der Sohn William, der zwischen 1760 und 1775 fünfmal Kolonialgouverneur der Province of South Carolina war.